# 中国とキューバの関係
中国とキューバの関係（ちゅうごくとキューバのかんけい、簡体字中国語: 中古关系、繁体字中国語: 中古關係、スペイン語: Relaciones China-Cuba）は、社会主義国である中華人民共和国とキューバ共和国の国際関係である。関係の起源は、まだキューバがスペインの植民地だった1879年に清王朝がハバナに領事館を設立した当時に始まる。1902年、清はアメリカからのキューバ共和国の独立を承認する（1898年にスペインから独立）。
この両国関係は近年大幅に増加した貿易・投資に基づいている。中国はキューバのベネズエラに比肩する貿易相手国である。2006年初頭にハバナで行われた儀式的な貿易集会で、在キューバ中国大使は次のように述べている。「方針、オリエンテーションが決定されました。残っているのは、計画を完了するための作業です。」キューバと中国は共産党によって統治されているが、冷戦時代はキューバはソビエト連邦の同盟国であり、中国は共産主義について異なる見解を持っていたため、ソビエト連邦に反対した。
中国は数十億ドルの融資でキューバを救済した結果、メキシコ湾の多くの石油を利用するようになる。

## 貿易

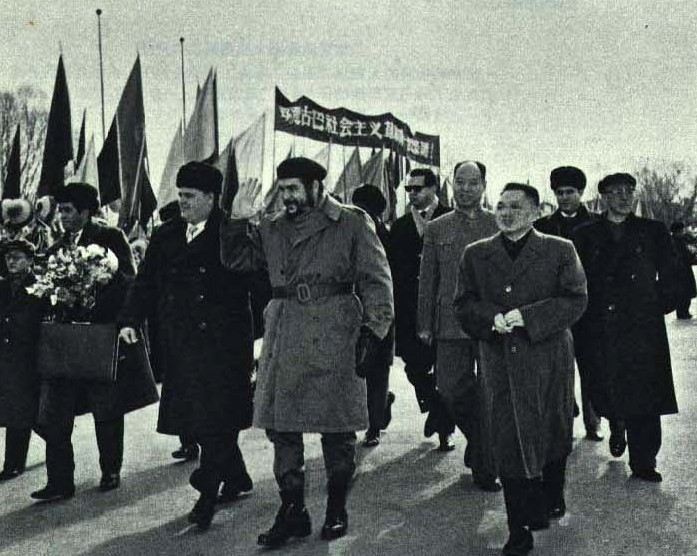
チェ・ゲバラは1965年に中国を訪問した。チェ・ゲバラの左側には鄧小平。

2005年の中国とキューバ間の2国間貿易は合計7億7,700万米ドルで、そのうち5億6,000万米ドルは中国からのキューバへの輸出である。中国はますます多くの耐久財をキューバに送っている。「エネルギー革命」で、中国の商品がキューバの住民に電力を供給するための主要なツールになった。

### 交通手段
2006年半ばの時点で、キューバは中国から100発の機関車を1億3,000万米ドルで購入していた。
2006年初頭、キューバは都市及び地方間の輸送用に1,000台の中国バスの契約を締結していた。

### 冷蔵庫
キューバ政府は（2006年初頭現在）30,000台の中国製冷蔵庫を含む、より古い、よりエネルギー効率の良いモデルに古い機器を置き換えている。

## 投資
2004年の時点で、中国はソビエト時代の未完成の処理施設である、ラス・カマリオカス工場の完成と操業に5億米ドルを投資する計画に同意していた。合意の下で、国営ニッケル生産者であるキューバニッケルは51％を所有し、中国政府所有の中国五鉱は49％を所有している。プロジェクトの資金は中国開発銀行からのものであり、中国輸出信用保険公司が保証を提供している。

## その他の協力分野

一帯一路

産業および農業部門における科学技術の交換と革新で協力が見られる。また、ダンスなどの文化交流がある。医療、教育などの協力関係も見られる。エネルギーおよび交通インフラの協力もある。
2004年、ハバナに孔子学院が開設された。